# Чорноморське (Скадовський район)
Чорноморське — селище в Україні, у Бехтерській сільській громаді Скадовського району Херсонської області. Населення становить 631 осіб.

## Храми
- Храм Святого Дмитрія УПЦ КП

## Населення
Згідно з переписом УРСР 1989 року чисельність наявного населення селища становила 630 осіб, з яких 267 чоловіків та 363 жінки.
За переписом населення України 2001 року в селищі мешкало 630 осіб.

### Мова
Розподіл населення за рідною мовою за даними перепису 2001 року:
| Мова       | Відсоток |
| ---------- | -------- |
| українська | 92,87 %  |
| російська  | 6,02 %   |
| вірменська | 0,48 %   |
| молдовська | 0,16 %   |
| циганська  | 0,16 %   |
| інші       | 0,31 %   |

## Новітня історія

### Російсько-українська війна
1 березня 2022 року російські військові обстріляли місцевих жителів, дві людини загинули, троє тяжко поранені.
Також наприкінці лютого — початку березня російськими загарбниками було завдано удар касетними реактивними снарядами, на місці удару було знайдено кумулятивно-осколкові касетні бойові елементи 3Б30 (3-Б-30, також мають позначення на корпусі АДП77).
24 лютого 2022 року село тимчасово окуповане російськими військами під час російсько-української війни.